# ورا پاپ
ورا پاپ (مجاری: Vera Pap؛ ۲۷ ژانویهٔ ۱۹۵۶ – ۹ آوریل ۲۰۱۵) بازیگر اهل مجارستان بود.
از فیلم‌ها یا مجموعه‌های تلویزیونی که وی در آن‌ها نقش داشته‌است، می‌توان به کرکس اشاره نمود.
وی همچنین برندهٔ جوایزی همچون جایزه کشوت شده‌است.